# Фейсалабад
Фейсалаба́д, Файсалаба́д (до 1977 года Лайяллпу́р; урду فیصل آباد‎, англ. Faisalabad, з.-пандж. فیصل آباد) — город и административный центр одноимённого округа, расположенный в пакистанской провинции Пенджаб. Третий по величине город Пакистана после Карачи и Лахора.

## История
Согласно университету Фейсалабада, город, который в настоящее время известен как Фейсалабад, ведёт свою историю ещё с XVIII века, когда эту землю населял ряд племен, живущих за счёт лесоразведения. Подробное описание этого региона на картах появилось только после победы над сикхской империей в 1849 году в ходе второй англо-сикхской войны, когда он перешёл под управление Британской Ост-Индской компании. Постройку нового города стратегического назначения в этом районе предложил в 1880 году британский колониальный офицер — капитан Похам Янг. Идея была выдвинута на утверждение губернатору Пенджаба Чарльзу Джеймсу Лайяллу. Над созданием города они работали вместе. Планировка города была основана на флаге Великобритании, восемь главных дорог расходились из центра, где располагалась башня с часами. Впоследствии восемь дорог превратились в восемь рынков.
В 1892 году Британская империя решила включить недавно построенный город в свою железнодорожную сеть. В 1895 году железнодорожная линия была завершена, позволяя поездам ходить до Вазирабада. В том же году город было решено назвать в честь сэра Джеймса Лайялла за его заслуги в колонизации нижней части долины Ченаб. В 1896 году Лайяллпур получил статус техсила округа Джанг, а его администрация расположилась на территории современного Тарикабада. Башня с часами и фонтан на главной площади были построены на средства, выделенные крупным помещиком сэром Чарльзом Ривазом.
В 1904 году был сформирован новый округ Лайяллпур, состоящий одноименного техсила и техсилов Самундри и Тоба-Тек-Сингх. К 1906 году штаб округа начала функционировать в Лайяллпуре, а все базары и поселения в пределах кольцевой дороги были близки к завершению.
В этом же году сэром Льюисом Дейном был основан сельскохозяйственный колледж, ныне известный как Университет сельского хозяйства.
Промышленность начала набирать силу в городе после открытия Лайяллпурской хлопчатобумажной фабрики в 1934 году. Затем последовало открытие ещё нескольких предприятий связанных с переработкой хлопка, а также расширение пищевой и химической промышленности. В 1943 году, Мохаммад Али Джинна посетил Лайяллпур и выступил на собрании более 2 млн человек в Dhobi Ghat Grounds в рамках Пакистанского движения, которое боролось за создание независимого мусульманского государства.
С разделом Британской Индии в 1947 году Лайяллпур перешёл под юрисдикцию нового правительства. 
В 1977 году город был переименован в Фейсалабад в честь короля Саудовской Аравии Фейсала, очень уважаемого в Пакистане. В восьмидесятые годы, город принял крупные иностранные инвестиции. Большее число фейсалабадцев начало работать за рубежом, в то время как двусторонние связи улучшились в условиях новой власти. Это привело к большему количеству денежных средств, возвращающихся в город, что способствовало развитию региона. В 1985 году город был повышен до дивизиона с округами Фейсалабад, Джанг и Тоба-Тек-Сингх.
8 марта 2011 года в Фейсалабаде произошёл террористический акт, целью атаки стала заправочная станция с природным газом и находящиеся рядом с ней правительственные здания. В результате атаки погибло 25 человек, ещё около 100 получили ранения различной степени тяжести. Получили повреждения здания пакистанской межведомственной разведки и авиаперевозчика Pakistan International Airlines.
В настоящее время экономика Фейсалабада продолжает расти с помощью как новой инфраструктуры, так и новой автомагистрали, связывающей город с остальной частью Пакистана. В городе также строится новая скоростная автодорога, которая соединит Фейсалабад с Мултаном (на юге) и Исламабадом (на севере).

## Географическое положение
Город находится в провинции Пенджаб, в междуречье рек Чинаб (в восточной части) и Рави (в западной части). В сезон дождей Рави часто выходит из берегов и затопляет окрестные территории, нанося ущерб урожаю и близлежащим поселкам. Основным источником ирригационной воды является Чинабский канал. Расстояние до крупнейших городов: Карачи (1 135 км), Лахор (128 км), Исламабад (350 км). Центр города располагается на высоте 171 м над уровнем моря.

## Демография
Один из первых плановых городов Британской Индии, первоначально он был разработан для двадцати тысяч человек, однако, так как земля была плодородной, люди из сельской местности переехали в город. В период обретения независимости население практически удвоилось, поднявшись с 69 930 человек в 1941 году до 179 000 в 1951 в результате миграции беженцев из Индии. Также сильное влияние на рост населения оказала промышленная революция и 1961 году оно превысило 400 тысяч человек.
| Год       | 1941   | 1951    | 1961    | 1972    | 1981      | 1985      | 1998      | 2000      | 2004      | 2010      | 2015      |
| --------- | ------ | ------- | ------- | ------- | --------- | --------- | --------- | --------- | --------- | --------- | --------- |
| Население | 69 930 | 179 000 | 425 240 | 823 344 | 1 104 209 | 1 147 000 | 2 008 861 | 2 154 520 | 2 458 541 | 2 943 401 | 3 419 752 |

Основной религией является ислам, который исповедуют 98,0% населения города, а также небольших меньшинства христиан (1,8%) и других религий (0,2%), главным образом сикхов и ахмадитов. Большинство мусульман принадлежат суннитам и ханафитам с небольшим количеством шиитов.
По данным переписи населения Пакистана 1999 года, на панджаби говорят 87% населения. Фейсалабад будучи вторым по величине городом провинции Пенджаб, показывает большое разнообразие панджаби диалектов в разных районах города. Также используются хиндко и догри. Урду, являющимся государственным языком, владеет большинство населения, но в основном используют как второй язык.

## Образование
- Университет сельского хозяйства Фейсалабада
- Университет Фейсалабада
- Научно-исследовательский институт сельского хозяйства
- Медицинский колледж провинции Пенджаб
- Филиал Принстонского университета
- Национальный университет текстильной промышленности

и другие.

## Экономика и промышленность
После получения Пакистаном независимости в городе появилась хорошо развитая текстильная промышленность. Текстиль производится как промышленными предприятиями, так и тысячами мелких семейных предприятий и составляет 68 % объема экспорта. Развита также химическая, пищевая, фармацевтическая промышленность.
Благодаря хорошему орошению почвы, земли Фейсалабада очень плодородны. Это один из самых развитых сельскохозяйственных регионов. Выращивается пшеница и хлопок.
Фейсалабад знаменит своими фруктами: апельсинами, бананами, яблоками, мандаринами, манго, гуавой и сахарным тростником.
Недалеко от города находится одна из крупнейших рисовых фабрик Пакистана. В 10 км от города расположена центральная тюрьма Фейсалабада.

## Климат
Климат Фейсалабада — сухой пустынный(BWh) по классификации климатов Кёппена, очень жаркий летом, а зимой температура может опускаться ниже нуля. Рекорд максимальной температуры летом — 50 °C, минимально температуры зимой — около −2 °C. Средние максимальная и минимальная температуры летом — 39 °C и 27 °C, зимой — 17 °C и 6 °C соответственно. Лето начинается с апреля и продолжается до сентября. Май, июнь и июль — самые жаркие месяцы. Зима же начинается с ноября и продолжается до марта. Декабрь, январь и февраль самые холодные. Среднегодовое количество осадков достигает примерно 300 мм и носит ярко выраженный сезонный характер, примерно половина годового количества выпадает в июле и августе.

## Транспорт
Недавно построенные автобаны соединяют Фейсалабад с Лахором, Мултаном, Саргодхой и Исламабадом.
Международный аэропорт Фейсалабада находится в 10 км от города.
Железнодорожный вокзал, построенный ещё в колониальные времена, соединяет Фейсалабад с основными городами Пакистана.

## Культура
Фейсалабад часто называют «Манчестером Пакистана». Если Лахор ориентирован на туризм, то Фейсалабад, в основном, промышленный и сельскохозяйственный центр. В городе есть крикетный стадион Икбал.

## Знаменитые земляки
- Сингх, Бхагат (1907—1931) — участник освободительного антиколониального движения в Индии.
- Нусрат Фатех Али Хан (1948—1997) — пакистанский певец.
- Арфа Карим (1995—2012) — самый юный сертифицированный профессионал Microsoft в мире.
- Арьян Сингх (1919—2017) — маршал авиации индийских ВВС.